# Massacre des Juifs de Rouen
 (novembre 2021).
La mise en forme du texte ne suit pas les recommandations de Wikipédia : il faut le « wikifier ».
Les points d'amélioration suivants sont les cas les plus fréquents :
- Les titres sont pré-formatés par le logiciel. Ils ne sont ni en capitales, ni en gras.
- Le texte ne doit pas être écrit en capitales (les noms de famille non plus), ni en gras, ni en italique, ni en « petit »…
- Le gras n'est utilisé que pour surligner le titre de l'article dans l'introduction, une seule fois.
- L'italique est rarement utilisé : mots en langue étrangère, titres d'œuvres, noms de bateaux, etc.
- Les citations ne sont pas en italique mais en corps de texte normal. Elles sont entourées par des guillemets français : « et ».
- Les listes à puces sont à éviter, des paragraphes rédigés étant largement préférés. Les tableaux sont à réserver à la présentation de données structurées (résultats, etc.).
- Les appels de note de bas de page (petits chiffres en exposant, introduits par l'outil «  Source ») sont à placer entre la fin de phrase et le point final[comme ça].
- Les liens internes (vers d'autres articles de Wikipédia) sont à choisir avec parcimonie. Créez des liens vers des articles approfondissant le sujet. Les termes génériques sans rapport avec le sujet sont à éviter, ainsi que les répétitions de liens vers un même terme.
- Les liens externes sont à placer uniquement dans une section « Liens externes », à la fin de l'article. Ces liens sont à choisir avec parcimonie suivant les règles définies. Si un lien sert de source à l'article, son insertion dans le texte est à faire par les notes de bas de page.
- La présentation des références doit suivre les conventions bibliographiques. Il est recommandé d'utiliser les modèles {{Ouvrage}}, {{Chapitre}}, {{Article}}, {{Lien web}} et/ou {{Bibliographie}}. Le mode d'édition visuel peut mettre en forme automatiquement les références.
- Insérer une infobox (cadre d'informations à droite) n'est pas obligatoire pour parachever la mise en page.

Pour une aide détaillée, merci de consulter Aide:Wikification.
Si vous pensez que ces points ont été résolus, vous pouvez retirer ce bandeau et améliorer la mise en forme d'un autre article.

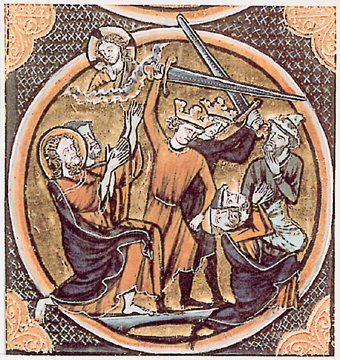
Exécution de Juifs (reconnaissables à leur chapeau d'infamie, judenhut) lors de la Première croisade, illustration d'une Bible française, 1250.

L'appel à la croisade de 1095 après le Concile de Clermont provoqua, sans le vouloir, une série de massacres de juifs et de pogroms dans toute l'Europe. Les plus connus, car les plus documentés, sont ceux qui ont eu lieu en Rhénanie, comme à Worms ou à Mayence. Cependant, un massacre assez mal connu, pourtant d'une extrême violence, a eu lieu à Rouen en 1096. La principale source de ce massacre vient de l'Autobiographie (De vita sua) de Guibert de Nogent, dans laquelle il nous raconte ce massacre à travers l'histoire d'un autre moine de l'Abbaye de Saint-Germer-de-Fly, un juif converti qui échappa à ce massacre durant sa jeunesse: un certain Guillaume le Juif (Guillelmus Iudeus).

## Antijudaïsme au Moyen Âge
Les Juifs pendant le Haut Moyen Âge ne souffrirent pas de beaucoup de persécutions, excepté en Espagne Wisigothique. En effet, le Code Théodosien est assez tolérant avec eux, et malgré un certain nombre de traités les critiquant ou les traitant de déicide, le plus connu étant De fide catholica contra Iudeos du célèbre Isidore de Séville, ils purent jouir pendant toute la période de privilèges commerciaux, notamment sous les Carolingiens, qui leur offrirent même une protection. Dans l'espace de la France du Nord, qu'ils appellent le "Tzarfat", de fortes communautés juives s'installèrent en Champagne et en Neustrie dans ce qui sera le duché de Normandie, la ville de Rouen avait une importante communauté juive. Nous savons par exemple que Guillaume le Conquérant en transféra une partie à Londres, pour les mettre sous sa protection directe et leur faire jouir des lois anglo-saxonnes sur la question juive. En 1084, l'évêque Rudingen de Spire leur concéda un quartier avec une Synagogue, le droit de participer à la défense de la ville et même d'avoir des serviteurs chrétiens (ce qui était interdit dans le Code Théodosien). Enfin, l'abbé Gilbert Crispin écrivit en 1093 Dispute entre un juif et un chrétien, dialogue philosophique montrant en réalité les points communs des deux fois. Pourtant les chose changèrent en 1096, au début de la Première Croisade. Les premiers à partir furent des paysans et quelques chevaliers sans avoirs, mené principalement par Pierre l'Ermite, qui appela d'ailleurs à maintes reprises au massacre des juifs, ce qui fait que les croisés populaires se livrèrent à de nombreuses exactions envers la communauté juive sur la route du Saint-Sépulcre. Ces exactions eurent pour conséquence de remettre au goût du jour l'idée que les juifs sont déicides, le chroniqueur juif Salomon Ben Samson nous dit : « Après s’être rassemblées, [les voix des croisés] recommandèrent le mal contre la nation de Dieu, demandant pourquoi ils devraient se charger de lutter contre les Sarrasins autour de Jérusalem alors qu’en leur sein était une nation qui ne professait pas de respect pour leur religion (chrétienne), et que de plus, les ancêtres (de cette nation) avaient crucifié leur seigneur ». Cette idée justifia les persécutions des juifs pendant tout le Moyen Âge et l’Époque Moderne, et fut également une des raisons de l'Antisémitisme de l’Époque Contemporaine.

## Massacre de Rouen (1096)

### Conversions forcées
Guibert de Nogent nous raconte que des croisés se seraient demandés : « Notre intention est d'aller attaquer les ennemis de Dieu en Orient, non sans avoir à traverser de vastes territoires, alors que nous avons ici même, sous nos yeux, les Juifs. Or il n'existe pas de race plus hostile à Dieu. Voilà qui n'a ni queue ni tête ! » Ils placèrent les malheureux dans des églises « par violence ou par ruse - je ne saurais préciser », et les forcèrent à se convertir sous la menace du glaive. Nous ne savons pas grand chose sur ce massacre, Guibert de Nogent en est l'unique source et est assez avare en détails. Nous savons seulement que Guillaume, comte d'Eu, était présent à ce massacre et que c'est lui qui sauva le jeune Guillaume le Juif.

### Rapts
Nous savons que pendant les massacres de juifs en Rhénanie, des croisés enlevèrent des enfants juifs pour les convertir de force, il est donc probable qu'il y en ait eu également à Rouen, d'autant plus que beaucoup de familles juives se plaignirent à Guillaume le Roux pour que leurs proches, convertis de force et/ou enlevés, reviennent dans leur communauté. Le cas de Guillaume le Juif s'apparente à un rapt, s'il a commencé comme un sauvetage, sa famille adoptive redoutait que sa famille biologique, qui avait survécu, ne vienne le reprendre et l'incite à revenir au Judaïsme, lui qui s'était converti au christianisme par peur de la mort. C'est pour cette raison que dame Hélissende d'Eu, sa mère adoptive, l'envoya au Monastère de Fly. Il devint moine, resta dans la religion chrétienne, et surtout, sa famille ne pouvait plus réclamer qu'il leur revienne. De toute façon, Guillaume n'avait plus aucune connaissance des lettres hébraïques et était devenu un fervent chrétien, qui rédigea d'ailleurs plusieurs traités de théologie.

## Conséquences du massacre
Ni l’Église, ni les autorités laïques n'approuvèrent ce massacre. Ainsi, Guillaume le Roux, roi d'Angleterre et Duc de Normandie, s'engagea à aider les juifs victimes du massacre. Eadmer le Moine nous raconte que des juifs seraient allés se plaindre au roi que certains de leurs coreligionnaires furent convertis de force. Guillaume les obligea à se reconvertir. En réalité, nous savons qu'il a donné le droit aux juifs convertis de force de revenir à leur ancienne religion, ce que beaucoup firent. C'est d'ailleurs pour ça que Guillaume le Juif fut placé au Monastère de Fly, dans le Beauvaisis et non plus en Normandie, échappant alors à l'autorisation du roi d'Angleterre qui était bien trop judaïsant et judéophile pour ses contemporains.